# Comuna Lîpeanka, Șpola
Lîpeanka (în ucraineană Лип'янка) este o comună în raionul Șpola, regiunea Cerkasî, Ucraina, formată din satele Lîpeanka (reședința) și Mejîhirka.

## Demografie
Componența lingvistică a comunei Lîpeanka
     Ucraineană (98,11%)
     Rusă (1,16%)
     Alte limbi (0,59%)
Conform recensământului din 2001, majoritatea populației comunei Lîpeanka era vorbitoare de ucraineană (98,11%), existând în minoritate și vorbitori de rusă (1,16%).